# Кшечув (Бохенський повіт)
Кшечув (пол. Krzeczów) — село в Польщі, у гміні Жезава Бохенського повіту Малопольського воєводства.
Населення — 1491 особа (2011).
У 1975-1998 роках село належало до Тарновського воєводства.

## Демографія
Демографічна структура станом на 31 березня 2011 року:
|          | Загалом | Допрацездатний вік | Працездатний вік | Постпрацездатний вік |
| -------- | ------- | ------------------ | ---------------- | -------------------- |
| Чоловіки | 747     | 163                | 519              | 65                   |
| Жінки    | 744     | 165                | 438              | 141                  |
| Разом    | 1491    | 328                | 957              | 206                  |